# Zjawisko Kernohana-Woltmana
Zjawisko Kernohana-Woltmana (inaczej fenomen Kernohana-Woltmana, zjawisko wcięcia Kernohana, ang Kernohan-Woltman notch phenomenon) – zespół występujący w nadnamiotowych procesach ekspansywnych, powodujący wgłobienie podnamiotowe oraz ucisk nerwu okoruchowego i przesunięcie pnia mózgu w stronę przeciwną.
Obraz kliniczny:
- szeroka, sztywna źrenica po stronie przeciwnej do procesu ekspansywnego (porażenie nerwu III)
- objawy niedowładu/porażenia połowiczego po stronie toczącego się procesu (ucisk przeciwstronnego konaru mózgu i dróg korowo-rdzeniowych przez ostry brzeg namiotu móżdżku).

Jest to tzw. objaw błędnie lokalizujący.
Opisany zespół objawów najczęściej powstaje w przebiegu przewlekłego krwiaka podtwardówkowego.